# (4137) Crabtree
(4137) Crabtree (1970 WC) – planetoida z grupy pasa głównego asteroid okrążająca Słońce w ciągu 3,64 lat w średniej odległości 2,36 j.a. Odkryta 24 listopada 1970 roku.